# Maximilian Korge
Maximilian Korge (* 12. Oktober 1994 in Berlin) ist ein deutscher Ruderer.

## Karriere
Korge begann 2005 im jungen Alter von 11 Jahren mit dem Rudersport. Als Jugendlicher nahm er 2012 an den Junioren-Weltmeisterschaften 2012 teil und gewann eine Silbermedaille mit der deutschen Achter-Auswahl. In der ebenfalls zum Nachwuchsbereich zählenden U23-Altersklasse ruderte er in den beiden folgenden Jahren bei den Weltmeisterschaften mit und gewann dabei eine Silbermedaille im Vierer ohne Steuermann 2014.
Früh rückte Korge auch in den erweiterten Kreis für den Deutschland-Achter auf, mit dem er 2015 zum ersten Mal beim Ruder-Weltcup startete. Im Laufe der Saison wurde er jedoch festes Mitglied des deutschen Vierer-ohne, der aus demselben Kader wie der Achter gebildet wird. Bei den Weltmeisterschaften am französischen Lac d’Aiguebelette belegte er mit Max Planer, Felix Wimberger und Johannes Weißenfeld den fünften Rang und sicherte damit gleichzeitig den deutschen Startplatz bei den Olympischen Spielen von Rio. In der olympischen Saison konnte sich Korge im Vierer behaupten. Bei den Europameisterschaften in Brandenburg an der Havel wurde in der Besetzung des Vorjahres das Finale unglücklich verpasst und Platz 7 belegt. Mit Anton Braun für Weißenfeld wurde die Mannschaft danach für die olympische Ruderregatta nominiert. Bei den Olympischen Spielen 2016 erreichten Korge, Planer, Braun und Wimberger den 12. Platz.
Korge startet für den Berliner Ruder-Club. Bei einer Körperhöhe von 1,93 m beträgt sein Wettkampfgewicht rund 92 kg.